# Tournay (Neufchâteau)
|  | Per a altres significats, vegeu «Tournay». |

Tournay (en való Tournai-dlé-l'-Tchestea) és un antic municipi de Bèlgica a la província de Luxemburg. L'1 de gener de 1977 va fusionar amb la ciutat de Neufchâteau.

## Història
El nom provindria del gal Turno (=turó) i el sufix -acum (=lloc de). La mateixa significació es troba al nom del carrer major Torimont (=mont del turó). A l'antic règim feia part de la senyoria de Mellier, que després va esdevenir Terra de Neufchâteau, de la qual Tournay formava un dels sis quarters. Els altres quarters eren Fineuse, Gérimont, Grandvoir, Semel i Verlaine. Durant la reorganització administrativa sota el règim neerlandès el 1823 va esdevenir un municipi independent de Neufchâteau. Després d'un segle i mig va tornar a fusionar el 1977.

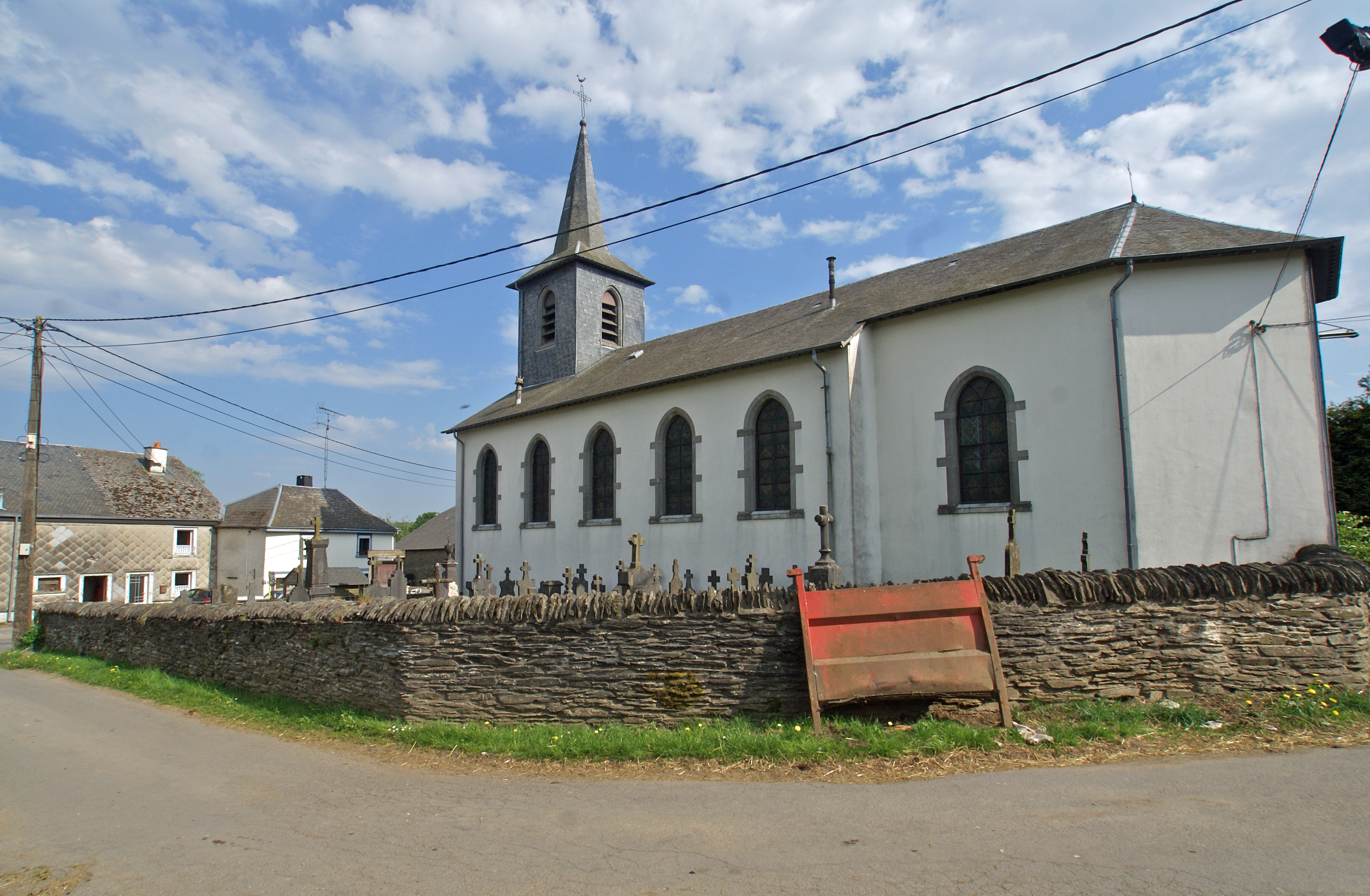
Església de Fiacre
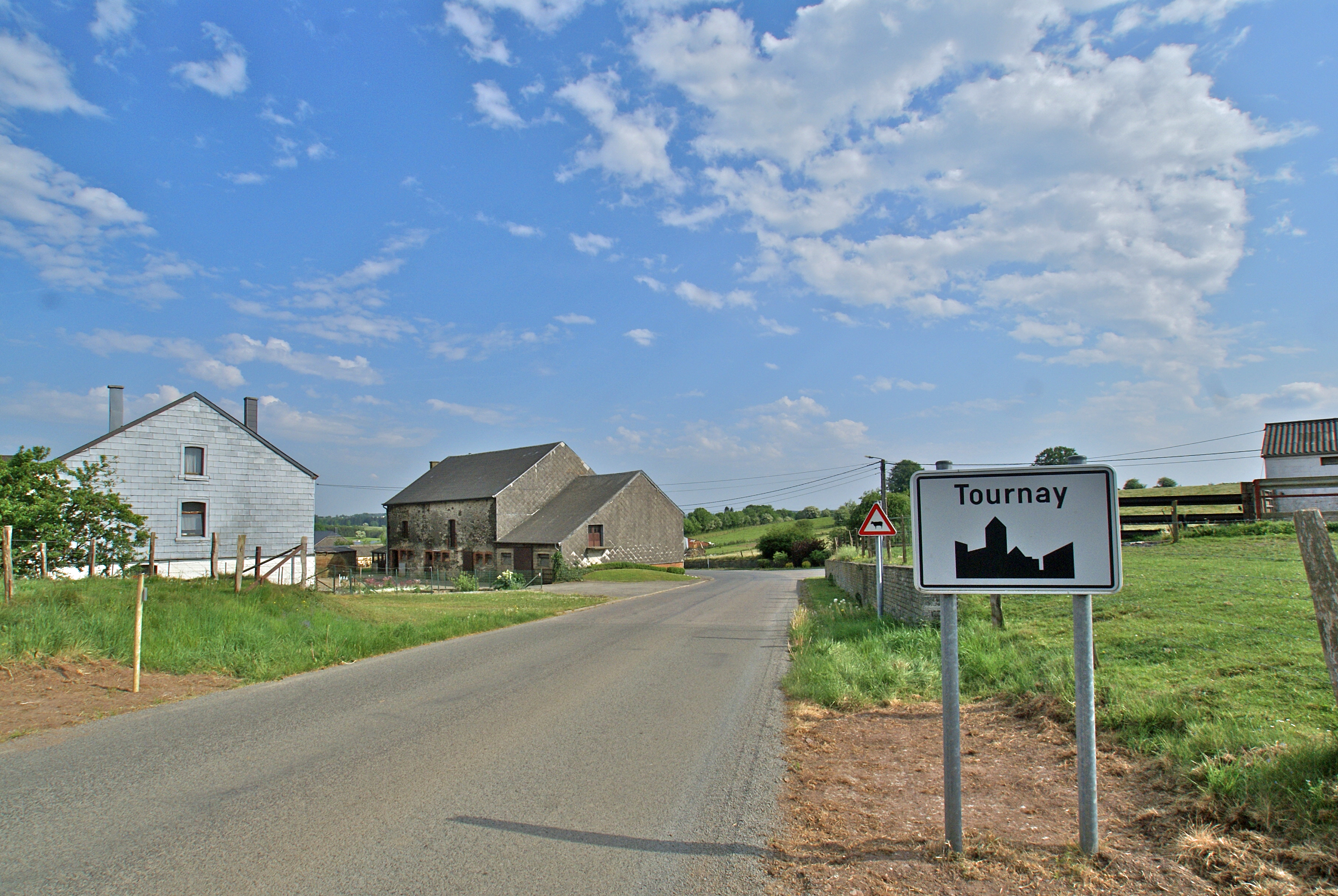
Panorama des del carrer Chemin de la Chapelle Collard

## Lloc d'interès
- L'església dedicada a Fiacre